# Prima battaglia di St Albans
La prima battaglia di St Albans è il primo scontro militare verificatosi nella Guerra delle Due Rose. Fu combattuta il 22 maggio 1455 a St Albans (circa 35 km a nord di Londra). Lo scontro terminò con una netta vittoria degli York che riuscirono a imprigionare il Re Enrico VI.

## Antefatti
L'incapacità di Enrico VI per malattia mentale nel 1454 aveva portato al richiamo a corte di Riccardo di York, il suo parente adulto più stretto. Nel 1447 York era stato assegnato come Luogotenente d'Irlanda, praticamente in esilio lontano dall'Inghilterra, mentre il suo rivale di lunga data, Edmund Beaufort, II duca di Somerset e favorito del re, aveva ricevuto l'incarico di Luogotenenza in Francia. Dopo il fallimento di Somerset in Francia, York tornò inaspettatamente a Londra con un sostegno significativo non solo dalla nobiltà, la maggior parte della quale vide l'incompetenza degli sforzi di Somerset in Francia, ma anche dal popolo. Si presentò come un campione della legge ed esortò il re a far processare Somerset, ritenuto responsabile dei suoi fallimenti. Voleva anche essere riconosciuto come presunto erede al trono inglese mentre Enrico VI era senza figli. York formò un esercito per forzare la questione nel 1452 e, dopo aver incontrato il consiglio di guerra e il re, che voleva disperatamente evitare un conflitto, le richieste di York furono accettate. Di conseguenza, York sciolse il suo esercito, ma fu presto arrestato e tenuto prigioniero per tre mesi. L'esecuzione fu evitata poiché il re era nervoso all'idea di suscitare problemi; il duca di York era molto popolare e conosciuto come un uomo d'onore. York fu rilasciato solo dopo aver accettato di prestare giuramento alla Cattedrale di St. Paul che non avrebbe mai più preso le armi contro il re.
Dopo che l'esercito inglese guidato da Sir John Talbot, I conte di Shrewsbury, fu messo in rotta nella battaglia di Castillon, Enrico VI subì un completo esaurimento nervoso e non fu in grado di svolgere i suoi doveri reali. Somerset aveva tentato di prendere il controllo del paese e aveva cercato di farsi Lord Protettore. Tuttavia, Somerset sottovalutò l'influenza e la popolarità del duca di York, poiché molti nobili del consiglio (inclusi i più stretti alleati di York, suo cognato Richard Neville, V conte di Salisbury e il figlio, Richard Neville, XVI conte di Warwick) erano dalla parte di York. E così York ricevette l'incarico di governare l'Inghilterra come Lord Protettore e Primo Consigliere del regno mentre il re rimase inadatto. Usò questa posizione per muoversi contro il suo principale rivale ed esprimere l'amarezza accumulata negli anni, e così il duca di Somerset fu imprigionato. Fu durante questi 14 mesi che le squadre si stavano chiaramente formando. C'era conflitto oltre quello tra i duchi di York e Somerset, infatti, le due famiglie più ricche e importanti del nord, i Percy e i Neville, stavano avendo i loro conflitti. I Percy erano, e sono tuttora, i Conti di Northumberland, i Neville possedevano sia Salisbury che Warwick (ricevuti per diritto delle loro mogli), ed erano una delle famiglie più ricche di tutta l'Inghilterra. I Neville erano anche imparentati con il duca di York per matrimonio, poiché la duchessa di York era Cecily Neville, la sorella del conte di Salisbury. Gran parte dei combattimenti riguardava la terra e il denaro, ma entrambi stavano chiaramente scegliendo da che parte stare, i Percy per Somerset e i Neville per York.
Entro il Natale del 1454, Re Enrico si era ripreso dalla sua malattia, quindi l'autorità di York fu rimossa, invece Somerset fu rilasciato e riportato alla sua precedente posizione di potere. Dopo aver riconvocato la corte a Westminster entrò la metà di aprile 1455, Henry e un consiglio selezionato di nobili decisero di tenere una grande riunione a Leicester. York e i suoi più stretti alleati prevedevano che Somerset avrebbe denunciato loro in questa assemblea. Raccolsero un seguito armato e marciarono per impedire al gruppo reale di raggiungere Leicester, intercettandoli a St Albans.

## Il combattimento
L'esercito lancasteriano di 2000 soldati arrivò prima a St Albans, con Humphrey Stafford, I duca di Buckingham, al comando, e procedette a difenderlo posizionando truppe lungo il Tonman Ditch e alle sbarre di Sopwell Lane e Shropshire Lane. La riassegnazione di Buckingham da parte di Somerset come comandante dell'esercito era stata una decisione dell'ultimo minuto di Enrico VI, sia per paura dei fallimenti passati di Somerset, sia per animosità nei confronti del duca di York. L'esercito yorkista di 7000 uomini arrivò e si accampò e Keyfield, a est. Seguirono lunghe trattative, con araldi che si muovevano avanti e indietro tra i comandanti rivali. Dopo alcune ore, nel campo yorkista si credeva che il Re Enrico VI non sapesse nulla delle lettere di negoziazione. 
Il duca di York aveva chiarito le sue intenzioni: Voleva che Somerset fosse punito e poi giustiziato. In un messaggio a Enrico VI affermava:
"... arrenditi a noi come anche quelli che noi ti citeremo, e non resistere finché non avremo chi merita di morire."
Questo era un territorio pericoloso in cui giocava York, poiché chiedeva molto al re e stabiliva lui stesso le regole. L'atto stesso di mostrare un fronte così aggressivo verso il re, era di per sé un atto da traditore, ma la sua popolarità manteneva York fiducioso e sostenuto dagli altri. In un impeto di insolita regalità, Enrico rifiutò, rispondendo: 
"Per la fece che devo a Sant'Edoardo e alla corona d'Inghilterra, distruggerò il figlio di ogni madre e saranno impiccati, sventrati e squartati."

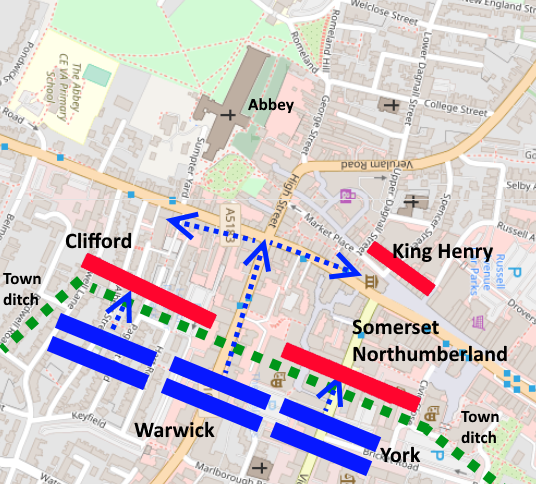
L'impostazione della battaglia su una mappa moderna

Dopo diverse ore, Riccardo, rammaricandosi per non aver ottenuto una soluzione pacifica, decise di attaccare. Sebbene il suo esercito potesse non essere stato disposto ad attaccare il Re Enrico, lo stendardo reale non era visibile e avrebbe potuto anche essere stato appoggiato con negligenza conto un muro dal portabandiera reale, il conte di Wiltshire. La maggior parte delle forze di Enrico fu sorpresa dall'immediatezza dell'attacco di Riccardo; la maggior parte dell'esercito si aspettava una risoluzione pacifica simile a quella di Blackheath nel 1452. Tuttavia, due assalti frontali degli York lungo le strade strette contro le barricate vicino alla chiesa di San Pietro, comandanti da Lord Clifford, non fecero progressi e provocarono pesanti vittime per gli York. L'intera battaglia non durò più di mezz'ora ed era dovuta principalmente all'elemento sorpresa che Warwick sfruttò per caricare in città i Lancaster impreparati. 
Warwick guidò una forza di riserva attraverso una parte non protetta delle difese della città, attraverso vicoli e giardini. Improvvisamente il conte apparve nella piazza del mercato dove il corpo principale delle truppe di Enrico stavano parlando e riposando. Ci sono prove che non si aspettassero ancora di essere coinvolti nei combattimenti, poiché molti non indossavano nemmeno i loro elmetti. Warwick caricò immediatamente con la sua forza, mettendo in rotta i Lancaster. Somerset, sapendo benissimo che York non lo avrebbe mai lasciato in vita, aveva cercato rifugio al castello di Inn. Quando gli York circondarono l'edificio, Somerset decise di provare a combattere per uscire. Caricò sulla strada principale, sui corpi dei difensori, e uccise quattro uomini prima di essere colpito. Il conte di Northumberland fu ucciso mentre cercava di raggiungere il rifugio del castello di Inn. Lord Clifford di Skipton, un alleato di Percy, fu ucciso a colpi di arma da fuoco nella strada principale. 
Su ordine del conte, i suoi arcieri spararono agli uomini che circondavano il re, uccidendone molti e ferendo il re e il duca di Buckingham. I Lancaster che presidiavano le barricate si resero conto che gli yorkisti li avevano aggirati e, temendo un attacco alle spalle, abbandonarono le loro posizioni e fuggirono dalla città.

## Conseguenze
La prima battaglia di St Albans fu relativamente minore in termini militari, con meno di sessanta morti su circa 5000 combattenti. Ma politicamente questa fu una vittoria completa per York e i Neville: York aveva catturato il re e si era riportato al potere completo, mentre Somerset e i rivali settentrionali dei Neville, Henry Percy, conte di Northumberland e Lord Clifford, caddero tutti durante la disfatta. Tra i feriti c'erano Buckingham, Thomas de Courtenay, V conte di Devon, Jasper Tudor (fratellastro del re) e il figlio di Somerset, Henry Beaufort, conte di Dorset. L'improvviso attacco e il coraggio del 26enne conte di Warwick diede inizio alla sua famosa carriera militare e lo avrebbero portato alla reputazione di "Kingmaker". 
Il giorno successivo, York scortò il Re Enrico a Londra; York fu nominato Protettore d'Inghilterra dal Parlamento pochi mesi dopo.

## In letteratura
L'opera di Shakespeare, Enrico VI, parte II si conclude con la fine della battaglia.
Trinity (conosciuto negli Stati Uniti come Margaret of Anjou), il secondo libro della serie Wars of the Roses di Conn Iggulden, drammatizza questa battaglia con un momento di indecisione per Riccardo di York ma una potente vittoria per la fazione dei Neville nella faida tra i Neville e i Percy.
Durante l'anniversario della battaglia, varie associazioni storiche rievocano l'accaduto attraverso una processione per le vie della città.